# 维拉萨瓦里
维拉萨瓦里（法語：Villasavary，法語發音：[vilasavaʁi] ⓘ）是法国奥德省的一个市镇，属于卡尔卡松区。

## 地理
维拉萨瓦里（43°13'16"N, 2°2'21"E）面积33.08 平方千米，位于法国奧克西塔尼大區奥德省，该省份为法国南部沿海省份，北起塔恩省，西北接上加龙省，西接阿列日省，南至东比利牛斯省，东临地中海，东北与埃罗省接壤。
与维拉萨瓦里接壤的市镇（或旧市镇、城区）包括：布拉姆、拉卡赛涅、方若、洛拉比克、洛拉克、佩克西奥拉、维勒潘特、维勒西斯克勒。

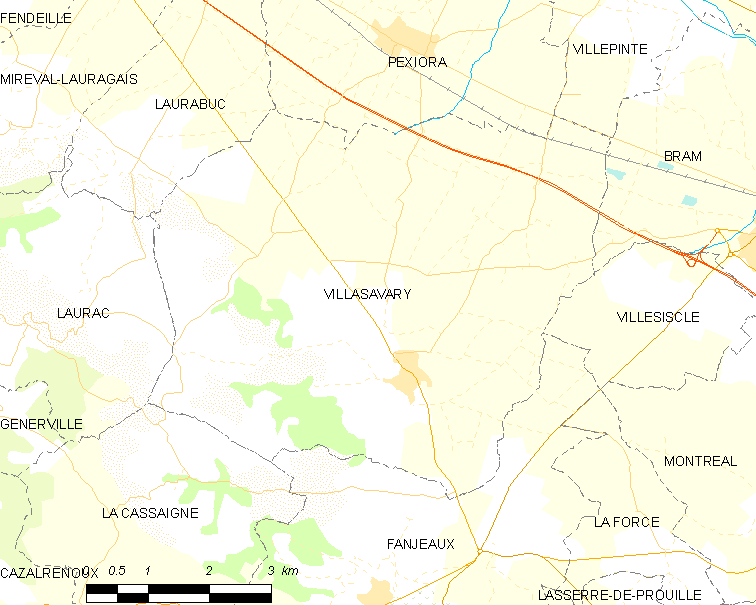
维拉萨瓦里的OSM定位图

维拉萨瓦里的时区为UTC+01:00、UTC+02:00（夏令时）。

## 行政
维拉萨瓦里的邮政编码为11150，INSEE市镇编码为11418。

## 政治
维拉萨瓦里所属的省级选区为拉皮耶日欧拉泽斯县。

## 人口

1962-2008年间维拉萨瓦里人口变化图示

维拉萨瓦里于2022年1月1日时的人口数量为1216人。